# 中江克己
中江 克己（なかえ かつみ、1935年（昭和10年）8月17日 - ）は、日本の文筆家。

## 来歴
函館市生まれ。北海道函館西高等学校卒。編集者を経て歴史文筆家。
初期の別筆名・亜坂卓巳、黒木達也。実用書、日常のうんちく、歴史雑学、大河ドラマ関連本などを数多く執筆している。
染織に造詣が深い。

## 著書

### 1960年代
- 『ガンと西部のすべて』亜坂卓巳 久保書店 1961
- 『世界拳銃百科』亜坂卓巳編 久保書店 1961
- 『ゲームを楽しむ本 一家で遊べるレジャーブック』黒木達也 久保書店 1963
- 『最低旅行 いちばん安い旅行ができる本』亜坂卓巳 久保書店 1963
- 『日本秘密情報 ニッポン・スキャンダル』編  荒地出版社 1963
- 『埋もれた世界の秘宝』亜坂卓巳 アサヒ芸能出版(平和新書) 1964
- 『役だつ手紙の書き方 誰れにも書ける文例集』亜坂卓巳 久保書店 1965 (実用百科シリーズ)
- 『えろちか セクシーな話のタネ』圭文館 1965 (クラウンブック)
- 『シャンソン入門』黒木達也 荒地出版社 1965
- 『ことのはじまり』亜坂卓己 久保書店 1966
- 『パンチの利いた本 ヤングメン・ブック』亜坂卓巳 久保書店 1967

### 1970年代
- 『巨大なる選挙マシン』秋田書店(サンデー新書) 1970
- 『創価学会の10年 ドキュメント』秋田書店 1971
- 『雑学入門 これが日本の第1号だ』日本ライフブックス 1972 (ライフブックス)
- 『新雑学入門 明治・大正・昭和の流行語』日本ライフブックス 1972 (ライフブックス)
- 『瀕死の日本列島 人類安住の限界を探る!!』久保書店 1974
- 『一戸建て・マンション売買術 ここがチェックポイントだ』光文社(カッパ・ビジネス) 1978

### 1980年代
- 『池田大作の建設譜 ドキュメント創価学会の10年』泰流社 1980
- 『とくする公共機関利用術 生活を便利にする役所の利用法120』泰流社 1980
- 『染織事典 日本の伝統染織のすべて』編  泰流社 1981
- 『日本の染め織り 伝統美と職人の世界』紀尾井書房 1982
- 『シリーズ・染織風土記　結城紬』編 泰流社 1982
- 『おもちゃ戦後文化史 時代の証言者たち』泰流社(泰流選書) 1983
- 『気分時代シンドローム』エムジー出版 1984
- 『ビジネスマンのためのTPOスピーチ 式典・行事・発表・説明・冠婚葬祭・自己紹介』日東書院 1984
- 『感性時代のキーワード ビジネス社会・情報化社会・気分社会の時代感覚を読む』泰流社 1985
- 『江戸の職人 伝統の技に生きる』泰流社 1986 のち中公文庫
- 『ヒットの法則12 売れない時代の新企画戦略』太陽企画出版 1987 (Sun business)
- 『キーワードで時代を読む』グリーンアロー出版社 1987 (グリーンアロー・ブックス)
- 『みんなが儲かる街おこしイベント』エムジー 1988
- 『「人が集まる」法則 賑わい・活気・仕掛けの研究 これを知れば、店づくり・街おこし・イベントは成功する!』こう書房 1989 (Kou business)

### 1990年代
- 『データで読む90年代の生活トレンド 日本人の新しい生活を予測する』太陽企画出版 1990 (Sun business)
- 『トレンド・ウォッチング 新消費時代を読む』泰流社 1990
- 『ツムラ・革新しつづける老舗の挑戦 いかにしてCIと世代交代に成功したか』こう書房 1990 (Kou business)
- 『「女性が集まる」法則 成功する店・街・イベントの決め手 マーケットリーダーを呼びこむ仕掛けの研究』こう書房 1991 (Kou business)
- 『「自分発見」の人生術・仕事術 眠れる能力をひきだせ』太陽企画出版 1991 (Refresh series)
- 『雑学戦国時代ものしり百科 天下統一を賭けて戦った戦国大名たち!』日東書院 1991 
  - 『戦国ものしり百科 戦国武将たちの意外な合戦・生活事情 完全保存版』PHP研究所 2005
- 『ビジネスマン話のネタ術 こんなに差がつくプロのテクニック』日本マンパワー出版 1991 (Professional series)
- 『神話・伝説のヒーロー』1991 大陸文庫
- 『失われた古代文明の謎 沈黙する歴史を解き明かす!』1992 (大陸文庫) 『神々の足跡 失われた超古代文明の謎』PHP文庫
- 『歴史雑学コレクション 知れば知るほど面白い543話』太陽企画出版 1992
- 『雑学海の神秘と不思議 海のサイエンスから冒険、ミステリー、エコロジーまで!!』日東書院 1992
- 『「お金」おもしろ雑学 リッチな気分になれる!』1992 (大陸文庫)
- 『集客の技術・繁盛の知恵』日本コンサルタントグループ 1993
- 『逆転の人物日本史 歴史に甦る英雄たちの不死伝説とその後を推理』日本文芸社 1993 (Rakuda books)
- 『江戸時代に生きたなら 生活・風俗-江戸の物価変遷史』広済堂出版 1993 『お江戸の意外な「モノ」の値段 物価から見える江戸っ子の生活模様』PHP文庫
- 『奥州藤原王朝の謎』1993 河出文庫
- 『琉球王国49の謎 知られざる沖縄の歴史、文化』広済堂出版 1993 (Kosaido books)
- 『<商人道>現状打破の経営 江戸商人に学ぶ経営の知恵』ぱる出版 1994
- 『日野富子光と影 室町幕府陰の実力者』広済堂出版 1994 (Kosaido books)
- 『忠臣蔵の謎』1994 河出文庫
- 『悪女・賢女の日本史 歴史の舞台裏を彩った女たちの面白こぼれ話』日本文芸社 1994
- 『世界史・おもしろすぎる「性」の話 クレオパトラは性の達人だった!?』日本文芸社 1994 (にちぶん文庫)
- 『性の日本史』1995 (河出文庫)
- 『徳川吉宗101の謎』新人物往来社 1995
- 『超古代七大王国の謎 記紀だけではわからない』広済堂出版 1995 『古代七大王国の謎』学研M文庫
- 『豊臣秀吉101の謎』新人物往来社 1995
- 『秀吉をめぐる女たち』1996 (河出文庫)
- 『海の日本史』1996 (河出文庫)
- 『邪馬台国と卑弥呼の謎』広済堂出版 1996 　のち学研M文庫
- 『毛利元就101の謎』新人物往来社 1996
- 『徳川慶喜の生涯 最後の将軍と幕末動乱』太陽企画出版 1997
- 『毛利元就の人間学 家康が学んだ遅咲きの人生』ぴいぷる社 1997
- 『蝦夷、北海道の謎』1997 (河出文庫)
- 『徳川将軍百話』河出書房新社 1998 『徳川将軍の意外なウラ事情 家康から慶喜まで、十五代の知られざるエピソード』PHP文庫
- 『忠臣蔵と元禄群像』並木書房 1998
- 『日本史怖くて不思議な出来事』1998 (PHP文庫)
- 『どうしても人に話したくなる日本語うんちく事典 見慣れた言葉の意外な裏側』太陽企画出版 1998 『思わず人に話したくなるなるほど!日本語うんちく事典』PHP研究所 2006
- 『金銀忠臣蔵 仇討ちの収支決算』太陽企画出版 1998 『忠臣蔵の収支決算 お金で読み解く仇討プロジェクト』PHP文庫)
- 『忠臣蔵と元禄時代』1999 (中公文庫)
- 『日本史「謎の人物」の意外な正体』1999 (PHP文庫)
- 『江戸の定年後 "ご隠居"に学ぶ現代人の知恵』1999 光文社文庫
- 『大江戸性事情 性生活を楽しむ江戸の人々』廣済堂出版 1999 (Kosaido books)

### 2000年代
- 『「歴史」の意外なネタ366日』2000 (PHP文庫)
- 『世界の悪女・妖女事典 歴史を手玉にとった魔性の女たち』東京堂出版 2000
- 『日本史の中の女性逸話事典 歴史を彩った女性たち』東京堂出版 2000
- 『江戸の遊び方 若旦那に学ぶ現代人の知恵』光文社(知恵の森文庫) 2000
- 『江戸の怪 八百八町謎の事件簿』2000 祥伝社黄金文庫
- 『江戸の遊歩術 近郊ウォークから長期トラベルまで』光文社(知恵の森文庫) 2001
- 『平安京の怨霊伝説 陰陽師たちが支配した京都』2001 (祥伝社黄金文庫)
- 『明日を創った企業家の言葉 先駆者の行動と発想に学ぶ』太陽企画出版 2001
- 『お江戸の意外な生活事情 衣食住から商売・教育・遊びまで』2001 (PHP文庫)
- 『宮本武蔵「五輪書」勝機はこうつかめ!』2002 (成美文庫)
- 『江戸城「大奥」の謎 教科書に出てこない歴史の裏側』ベストセラーズ 2002 「大奥の謎」を解く 江戸城の迷宮」PHP文庫
- 『お江戸の地名の意外な由来』2002 (PHP文庫)
- 『日本史を動かした意外な「誤算」』青春出版社 2003 (青春文庫)
- 『色の名前で読み解く日本史』青春出版社  2003 (プレイブックスインテリジェンス
- 『文様の名前で読み解く日本史』青春出版社  2004 (プレイブックスインテリジェンス
- 『"御家"立て直し 江戸十八藩の台所事情を探る』青春出版社  2004 (プレイブックスインテリジェンス
- 『戦国武将あの人の顛末』青春出版社(青春文庫) 2004
- 『江戸の冠婚葬祭』潮出版社(潮ライブラリー) 2004
- 『お江戸の武士の意外な生活事情 衣食住から趣味・仕事まで』2005 (PHP文庫)
- 『大江戸〈奇人変人〉かわら版』2005 新潮文庫
- 『「お江戸」の素朴な大疑問 住宅事情からゴミ問題・犯罪・盛り場のことまで』2005 (PHP文庫)
- 『ちょっと使ってみたくなる「江戸ことば」100選』青春出版社 2006 (青春新書インテリジェンス)
- 『江戸の躾と子育て』2007 祥伝社新書
- 『「古事記」謎と真相』2007 (学研M文庫)
- 『「図説」徳川将軍家の「お家事情」 財産から趣味、結婚、後継ぎまで : 江戸300年の歴史を作った意外なエピソード』PHP研究所 2007
- 『世界一おもしろい海洋博物館 アンモナイトから世界の海賊、アトランティスの伝説まで!』PHP研究所  2007
- 『図説見取り図で読み解く江戸の暮らし』青春出版社  2007
- 『歴史にみる「日本の色」』PHP研究所 2007
- 『お江戸の意外な商売事情 リサイクル業からファストフードまで』2007 (PHP文庫)
- 『戦国軍師の知略 将を動かし勝機を掴む』2008 (青春新書インテリジェンス)　『地図で読み解く!戦国軍師の知略』青春文庫
- 『なぜ江戸っ子を「ちゃきちゃき」と言うのか 粋な江戸の生活事情』PHP研究所 2008
- 『日本史を変えた夫の戦い妻の戦い』2008 (青春新書インテリジェンス)
- 『お江戸の意外な「食」事情 大都市江戸の四季折々の「おいしい生活」』2008 (PHP文庫)
- 『江戸に眠る七不思議と怖い話』2009 (青春文庫)
- 『日本古代史謎と怪事件』2009 (学研M文庫)
- 『お江戸の職人(エリート)素朴な大疑問 今に伝わる「技」から「粋」で「いなせ」な暮らしぶりまで』2009 (PHP文庫
- 『図解戦いでたどる古代日本史 その謎と真相にせまる!』PHP研究所 2009

### 2010年代
- 『江戸の醜聞事件帖』2010 (学研M文庫
- 『図説江戸城の見取り図 失われた「天守閣」から「大奥」の人間模様までが蘇る』2010 (青春新書インテリジェンス)
- 『お江戸の役人面白なんでも事典』2010 (PHP文庫
- 『お江 数奇な運命をたどった戦国の姫』2010 (学研M文庫
- 『平清盛栄華と衰亡の謎48』2011 (学研M文庫
- 『新島八重 波瀾万丈-幕末のジャンヌ・ダルク』2012 (学研M文庫
- 『江戸東京の地名散歩 歴史と風情を愉しむ』2012 ベスト新書 ヴィジュアル新書)
- 『裏面の日本史 あの英雄は本当に死んだのか』2013 (宝島SUGOI文庫
- 『江戸のスーパー科学者列伝』2013 (宝島SUGOI文庫
- 『黒田官兵衛 知略と野望』2013 (学研M文庫
- 『吉田松陰の人間山脈 「志」が人と時代を動かす!』2014 (青春新書INTELLIGENCE
- 『江戸大名の好奇心』第三文明社 2014
- 『明治・大正を生きた女性逸話事典』第三文明社  2015
- 『江戸三〇〇年あの大名たちの顛末』2015 (青春新書INTELLIGENCE
- 『真田丸の顛末 信繁の武士道』2015 (青春文庫
- 『江戸っ子が好んだ日々の和食』第三文明社、2016年6月。ISBN 978-4-476-03358-8。
- 『江戸っ子はなぜこんなに遊び上手なのか』青春出版社〈青春新書INTELLIGENCE〉、2016年6月。ISBN 978-4-413-04486-8。
- 『井伊直虎と徳川家康 戦国の世を生き抜いたおんな城主の素顔!』青春出版社〈青春文庫〉、2016年11月。ISBN 978-4-413-09657-7。
- 『西郷どんと篤姫 知られざる幕末維新の舞台裏』青春出版社〈青春文庫〉、2017年11月。ISBN 978-4-413-09682-9。
- 『水の都東京の歴史散歩 江戸の「水路」でたどる!』青春出版社〈青春新書INTELLIGENCE〉、2018年11月。ISBN 978-4-413-04556-8。

### 2020年代
- 『色の名前の日本史 日本人が追い求めてきた美の世界』青春出版社〈青春文庫〉、2021年6月。ISBN 978-4-413-09779-6。

### 共著
- 『大江戸「春画」入門』室伏哲郎,菅原真弓共著 2010 (宝島sugoi文庫